# Theobald Schurte
Theobald „Theo” Schurte (ur. 31 maja 1940 w Triesen, zm. 3 stycznia 2020 tamże) – liechtensteiński strzelec, olimpijczyk.
Uczestnik Letnich Igrzysk Olimpijskich 1984. Startował wyłącznie w karabinie małokalibrowym leżąc z 50 m, w którym zajął 55. miejsce wśród 71 zawodników.

## Wyniki

### Igrzyska olimpijskie
| Igrzyska         | Konkurencja                       | Wynik                        | Miejsce | Źródło |
| ---------------- | --------------------------------- | ---------------------------- | ------- | ------ |
| Los Angeles 1984 | Karabin małokalibrowy leżąc, 50 m | 578 pkt. (95–95–96–98–96–98) | 55      | [ 2 ]  |